# Красильникова, Елена Геннадьевна
Еле́на Генна́дьевна Краси́льникова — российский культуролог, историк искусства.

## Биография
В 1997 году защитила диссертацию на соискание учёной степени кандидата филологических наук на тему «Типология русской авангардистской драмы».
В 2005 году защитила диссертацию на соискание учёной степени доктора культурологии на тему «Постмодернистский дискурс русского романа 1970-х годов».
Ведущий научный сотрудник Государственного института искусствознания.
Главный редактор журнала «Тарханский вестник», сотрудник Государственного Лермонтовского музея-заповедника «Тарханы».